# Tierschicksale
Tierschicksale ist der Titel eines Gemäldes des 1916 im Ersten Weltkrieg gefallenen expressionistischen Malers Franz Marc aus dem Jahr 1913. Es gehört zu seinen bekanntesten Werken. Der von Marc vorgesehene Titel auf einer Aquarellstudie lautete Die Bäume zeigten ihre Ringe, die Tiere ihre Adern. Rückseitig beschriftete Marc diese mit dem Text „Und alles Sein ist flammend Leid“ als apokalyptische Vision des folgenden Weltkriegs. Von Marcs Freund, dem Maler Paul Klee, stammt die aktuelle Namensgebung. Das Gemälde ist im Bestand des Kunstmuseum Basel.

## Beschreibung
In Tierschicksale dominiert der erste Eindruck durch rotgezackte Bildteile im dargestellten Wald, die einen Waldbrand veranschaulichen könnten. Ein brennender Stamm stürzt um, und Feuer regnet herab. Links oben flüchten zwei grün dargestellte Pferde, das rechte wendet sich jedoch in die falsche Richtung – in das Brandzentrum. Auf seinem Bauch sind in einem weißen Dreieck Adern erkennbar. Links unten ist ein Wildschweinpaar in einem noch unberührt scheinenden Waldteil zu sehen; rechts schaut ein Rudel Füchse (auch als Wölfe oder Rehe gedeutet) in  gebannter Haltung auf das Geschehen. Im Bildzentrum hält ein in blau-weißen Farben gehaltenes Reh den Kopf wie klagend in die Höhe, grelle Strahlen durchschneiden seinen Körper, der umfallende Baumstamm scheint es im nächsten Augenblick zu treffen.

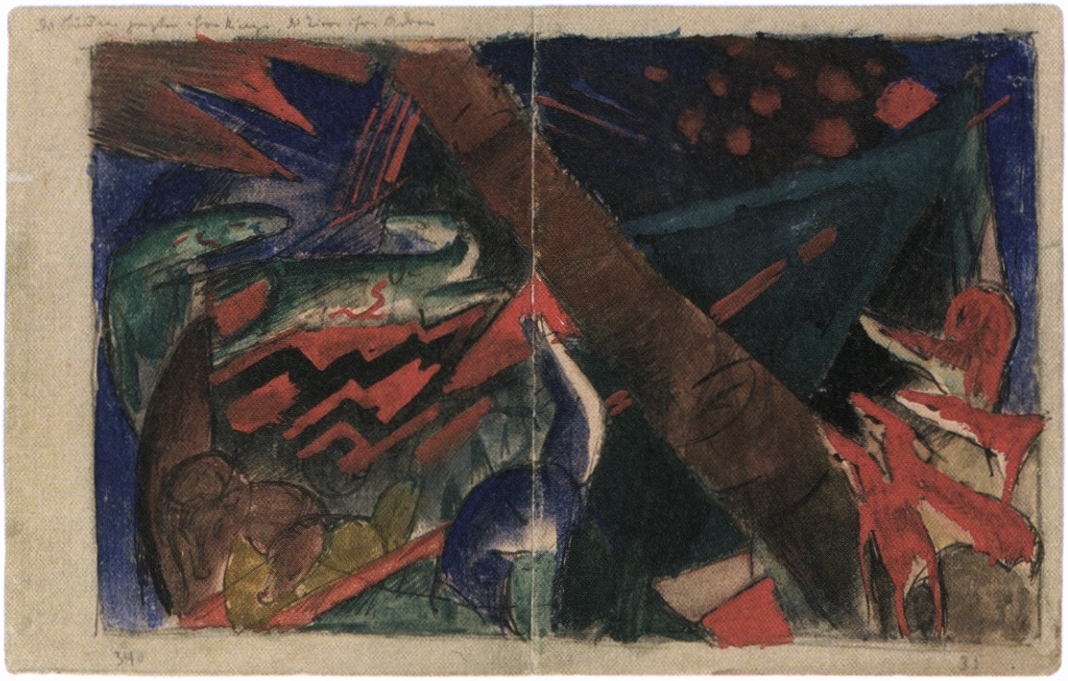
Die Bäume zeigten ihre Ringe, die Tiere ihre Adern, 1913, Aquarellstudie, Bayerische Staatsgemäldesammlungen München

An den seitlichen Bildrändern sind runde Schnittflächen von Bäumen erkennbar, die wie die Adern des Pferdes auf den ursprünglichen Titel hinweisen, den Marc auf der 16,4 × 26 cm großen Aquarellstudie zum Gemälde niederschrieb: Die Bäume zeigten ihre Ringe, die Tiere ihre Adern und den der Künstler auch gegenüber August Macke als Titel des Gemäldes angab. Die Tiere und Pflanzen zeigen sich vereint in dem Leid- und Schicksalsbegriff, wenn er auf die Rückseite der Vorstudie schrieb: „Und alles Sein ist flammend Leid“, eine leicht abgewandelte Zeile aus dem buddhistischen Dhammapada des Pali-Kanons von Buddha Siddhartha Gautama:
Das ganze Sein ist flammend Leid –
Wer dies mit weisem Sinne sieht,
Wird bald des Leidenlebens satt:
Das ist der Weg der Läuterung.

## Geschichte
Das großformatige Gemälde mit den Maßen 195 × 263,5 cm entstand 1913 in seinem Wohnort Sindelsdorf. Es entstammt dem beginnenden abstrakten Malstil des Künstlers. Inspiriert zu diesem Werk wurde Franz Marc durch die Lektüre von Gustave Flauberts Legende von Sankt Julian dem Gastfreundlichen.
1913 war Marc wesentlich beteiligt an der Ausrichtung der Ausstellung von Herwarth Waldens Erstem Deutschen Herbstsalon, die ab September 1913 in Berlin stattfand. Er hatte sieben Gemälde, darunter Der Turm der blauen Pferde und Tierschicksale in die Ausstellung gegeben. Als er von dem befreundeten Kunstsammler Bernhard Koehler im Krieg eine Postkarte mit der Abbildung der Tierschicksale bekam, schrieb er an seine Frau Maria am 17. März 1915 aus dem Feld:
„Bei ihrem Anblick war ich ganz betroffen und erregt. Es ist wie eine Vorahnung dieses Krieges, schauerlich und ergreifend; ich kann mir kaum vorstellen, daß ich das gemalt habe! In der verschwommenen Photographie wirkt es jedenfalls unfaßbar wahr, daß mir ganz unheimlich wurde“.
Nach dem Tod Marcs bei Verdun wurde das Gemälde Tierschicksale im November 1916 im Zuge der „Franz Marc-Gedächtnis-Ausstellung“ in der Sturm-Galerie von Herwarth Walden in Berlin mit 52 weiteren Werken gezeigt und nach der Ausstellung zusammen mit anderen Bildern in ein Lager einer Berliner Spedition untergestellt. Als ein Großteil der Gemälde bereits nach Wiesbaden geschickt worden war, kam es zu einem nächtlichen Brand, bei dem das Bild zu einem Drittel zerstört wurde. Maria Marc nahm dieses Unglück zum Anlass, die Generalvertretung Waldens, das Werk ihres Mannes betreffend, zu kündigen. Paul Klee restaurierte es bei Maria Marc in Ried im Frühling 1919 nach der Aquarellvorstudie von 1913 und Fotografien in transparenten Brauntönen, „als Freundschaftsdienst für den gefallenen Weggefährten, dessen Kriegsbegeisterung er nie geteilt hatte“, nachdem das Gemälde zuvor in der Neuen Pinakothek in München mit einer neuen Leinwand hinterlegt worden war. Der Unterschied in der Farbgebung erinnert noch heute an den Brand.

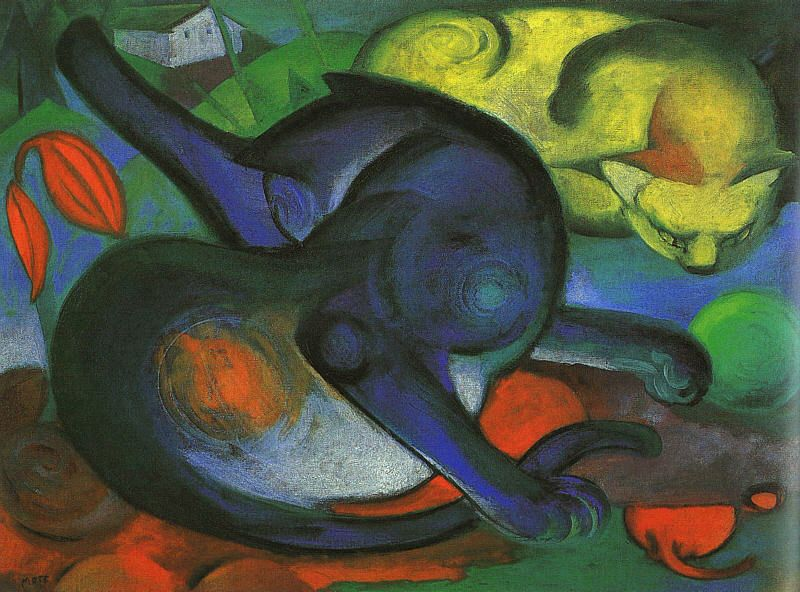
Marcs Zwei Katzen, blau und gelb, 1912, wurde 1939 zusammen mit den Tierschicksalen vom Kunstmuseum Basel erworben

1922 wurden die Tierschicksale in der Franz-Marc-Ausstellung im Berliner Kronprinzenpalais gezeigt. Der Kunsthistoriker Alois Schardt war damals Assistent von Ludwig Justi an der Nationalgalerie und wesentlich an der Ausrichtung der Ausstellung beteiligt. Schardt, der 1926 Direktor des Museums Moritzburg in Halle wurde, konnte das Gemälde 1930 für das Museum erwerben. Im Jahr 1935 – in der Zeit des Nationalsozialismus – wurden unter anderem acht Werke Marcs aus der Moritzburg als „Kulturbolschewismus“ (später „entartete Kunst“) bezeichnet und vom Nachfolger Schardts, Hermann Schiebel, in die „Schreckenskammer“ im Dachgeschoss des Museums verbannt, darunter auch Tierschicksale. Zu der „Schreckenskammer“ hatten nur wenige Besucher zu „Studienzwecken“ Zugang.
1939 beschloss die Stadt Basel, bedeutende Werke aus den Beständen der beschlagnahmten Gemälde für das Kunstmuseum Basel zu erwerben. Daher fuhr der neu berufene Konservator des Museums, Georg Schmidt, im Mai dieses Jahres nach Berlin, um aus „mächtigen Bilderstapeln“ – vermittelt durch die Kunsthändler Karl Buchholz und Hildebrand Gurlitt – seine Auswahl zu treffen. Unter anderen wählte er die Tierschicksale und Zwei Katzen, blau und gelb von Franz Marc, Die Windsbraut aus dem Jahr 1913 von Oskar Kokoschka und das 1925 entstandene Gemälde Ecce homo von Lovis Corinth aus. Tierschicksale erwarb er für den Preis von 6000 Schweizer Franken. Das Gemälde, das sich heute im Kunstmuseum Basel befindet, darf wegen seines fragilen Zustands nicht mehr ausgeliehen werden.